# Abdelkader Ghezzal
Abdelkader Ghezzal (ur. 5 grudnia 1984 w Décines-Charpieu) – algierski piłkarz grający na pozycji napastnika. Posiada także obywatelstwo francuskie.

## Kariera klubowa
Ghezzal urodził się we Francji, w rodzinie pochodzenia algierskiego. Karierę piłkarską rozpoczął w amatorskim klubie Vaux-en-Velin. W 1998 roku trafił do szkółki piłkarskiej Olympique Lyon, w której spędził 4 lata. W 2002 roku powrócił do Vaux-en-Velin, a w 2004 roku został piłkarzem AS Saint-Priest. Przez rok występował w rozgrywkach czwartej ligi Francji.
W 2005 roku Ghezzal został piłkarzem włoskiego FC Crotone, grającego w Serie B. 16 września 2005 zadebiutował w tej lidze w przegranym 0:2 meczu z Vicenzą Calcio. Rozegrał 6 spotkań w sezonie 2005/2006, a w jego trakcie został wypożyczony do grającego w Serie C2 Biellese. Natomiast w sezonie 2006/2007 wypożyczono go do Pro Sesto z Serie C1, dla którego strzelił 9 goli. Latem 2007 wrócił do Crotone i był jego najlepszym strzelcem z 20 golami na koncie.
13 czerwca 2008 roku Ghezzal został sprzedany za 3 miliony euro do Genoi, ale niedługo potem trafił do Sieny, która została współwłaścicielem 50% praw do zawodnika. W Serie A zadebiutował 14 września 2008 w wygranym 2:0 domowym meczu z Cagliari Calcio i 93. minucie tego meczu zdobył gola. W ataku Sieny w sezonie 2008/2009 występował z Massimo Maccarone i Mario Frickiem i strzelił 5 bramek.
1 lipca 2010 roku Ghezzal odszedł do Bari, a w 2011 roku został zawodnikiem Ceseny.
| Sezon   | Klub         | Kraj      | Rozgrywki        | Mecze | Bramki |
| ------- | ------------ | --------- | ---------------- | ----- | ------ |
| 2004/05 | Saint-Priest | Francja   | CFA              | 22    | 11     |
| 2005/06 | Crotone      | Włochy    | Serie B          | 6     | 0      |
| 2005/06 | Biellese     | Włochy    | Serie C2/A       | 12    | 9      |
| 2006/07 | Pro Sesto    | Włochy    | Serie C1/A       | 31    | 9      |
| 2007/08 | Crotone      | Włochy    | Serie C1/B       | 33    | 20     |
| 2008/09 | Siena        | Włochy    | Serie A          | 36    | 5      |
| 2009/10 | Siena        | Włochy    | Serie A          | 30    | 6      |
| 2010/11 | Bari         | Włochy    | Serie A          | 20    | 2      |
| 2011/12 | Cesena       | Włochy    | Serie A          | 13    | 0      |
| 2011/12 | Levante UD   | Hiszpania | Primera División | 16    | 2      |
| 2012/13 | Bari         | Włochy    | Serie B          | 17    | 2      |
| 2013/14 | Latina       | Włochy    | Serie B          | 25    | 2      |
| 2014/15 | Parma        | Włochy    | Serie A          | 19    | 0      |
| 2015/16 | Como         | Włochy    | Serie B          | 15    | 0      |

## Kariera reprezentacyjna
23 października 2008 roku Ghezzal ogłosił chęć występów w reprezentacji Algierii. 12 listopada selekcjoner kadry narodowej Rabah Saadane powołał go na towarzyski mecz z Mali, w którym wystąpił zaliczając swój debiut. W meczu tym rozegranym we francuskim Rouen padł remis 1:1. 11 lutego 2009 strzelił pierwszego gola w reprezentacji w wygranym 2:1 sparingu z Beninem.